# Adelobotrys fruticosa
Adelobotrys fruticosa är en tvåhjärtbladig växtart som beskrevs av John Julius Wurdack. Adelobotrys fruticosa ingår i släktet Adelobotrys och familjen Melastomataceae. Inga underarter finns listade i Catalogue of Life.